# Willibad
Willibad, auch Willebad oder Willihad, († 642 in Autun) war ein gallorömischer Adeliger und in der Merowingerzeit Patricius sowie oberster Heerführer des fränkischen Teilreiches Burgund.

## Leben
Willibad entstammte einer gallorömischen Familie, die in Burgund insbesondere im Gebiet um Lyon, Vienne und Valence begütert war und deren Mitglieder sich als Vertreter des ursprünglichen burgundischen Adels den Franken nach der Schlacht von Autun im Jahr 532 unterwarfen. Da Willibads Herzogsgebiet große Teile des altburgundischen Kernlandes umfassten, zählte er zu den mächtigsten Adligen der alteingesessenen Bevölkerung und stand beim fränkischen König Dagobert I. in hohem Ansehen.
Nach Dagoberts Tod übernahm dessen Witwe Nantechild für den erst vierjährigen Sohn und Nachfolger Chlodwig II. die Regentschaft in Neustrien und Burgund. Während dieser Zeit verschärfte sich der Machtkampf zwischen Willibad und einer Gruppe von Herzögen, die Nantechild nahestanden, um die Führung des fränkischen Teilreiches und gipfelte in einer persönlichen Fehde mit dem burgundischen Hausmeier Flaochad. Ein Mordanschlag Flaochads auf Willibad im Mai 642 auf der Reichsversammlung in Chalon-sur-Saône schlug fehl und eine blutige Auseinandersetzung zwischen den beiden burgundischen Großen konnte nur mit Mühe von Flaochads Bruder Amalbert verhindert werden.
Mit Nantechilds Tod im selben Jahr drohten sich die Machtverhältnisse wieder zugunsten Willibads zu verändern, weshalb sich Flaochad mit dem neustrischen Hausmeier Erchinoald verbündete; beiden Männern gelang es schließlich, Chlodwig II. dazu zu bewegen, Willibad zu einer Reichsversammlung in Autun im September 642 vorzuladen.
Willibad erschien mit einem großen Heer sowie Bischöfen und weiteren Adligen und schlug sein Lager vor der Stadt auf. Am folgenden Tag kam es zum Kampf mit den Truppen von Flaochad, der von seinen Verbündeten, dem Pfalzgraf Berthar sowie den Herzögen Wandalbert, Amalgar und dessen Schwager Chramnelenus unterstützt wurde. Da Echinoald mit seinem neustrischen Heer nicht eingriff, nahm die Auseinandersetzung den Charakter eines Kampfes zwischen Burgundern und Franken an, wobei der Gallorömer Chramnelenus an der Seite der mit ihm versippten Franken stritt. Die fränkische Partei siegte schließlich und Willibad wurde in der Schlacht erschlagen. Da auch Flaochad nur wenige Tage danach verstarb, sahen die Zeitgenossen den Ausgang der innerburgundischen Auseinandersetzungen als Gottesurteil an, wie die Chronik des Fredegar zu berichten weiß.